# Állami Egyházügyi Hivatal
Az Állami Egyházügyi Hivatal (rövidítése: ÁEH) az állam és az egyházak közötti egyezményeket végrehajtó és a vallásokkal kapcsolatos egyéb feladatokat ellátó államigazgatási szerv volt a Magyar Népköztársaságban 1951 és 1989 között. Jellegzetes pártállami szervként egyik fő feladata az egyházak állami ellenőrzése, irányítása volt, aminek során szorosan együttműködött az egyházakkal foglalkozó állambiztonsági szervekkel.

## Története
1951-ben a Vallás- és Közoktatásügyi Minisztériumból vált ki. Az Állami Egyházügyi Hivatalt az 1951. évi I. törvény hozta létre. Felállításával a Vallás- és Közoktatásügyi Minisztériumnak a vallásügyekkel kapcsolatos ügyköre megszűnt, és a minisztérium elnevezésében a vallási ügykörre való utalást a továbbiakban mellőzték.
A Hivatal a a Minisztertanácsnak alárendelve működött. Ez alól kivételt képezett az 1957 és 1959 közötti rövid időszak, amelynek folyamán  a Művelődésügyi Minisztériumnak alárendelve, mint a Művelődésügyi Minisztérium Egyházügyi Hivatala végezte feladatát 
A Hivatalt 1989-ben jogutód nélkül szüntették meg.
A Magyar Népköztársaság Elnöki Tanácsa az 1989. évi 14. törvényerejű rendelettel  megszüntette az AEH-t 1989-ben. Ezt követően az 1990-ben törvény mondta ki, hogy az állam az egyházak irányítására, felügyeletére szervet nem hozhat létre.

## Épülete
Kezdetben az oktatási minisztérium Budapest V. kerületi Szalay utcai épületében működött, utolsó székháza a VI. kerületben, a Lendvay utca 28. szám alatti villaépület volt.

## Jellemzői
- Az Állami Egyházügyi Hivatalt "az állam és a vallásfelekezetek közötti ügyek intézésére, így különösen az egyes vallásfelekezetekkel kötött egyezmények és megállapodások végrehajtása és a vallásfelekezetek állami támogatása céljára" állították fel. [3]
- A Hivatal a minisztertanács főfelügyelete alá tartozott. A minisztertanács főfelügyeleti jogát egyik tagja útján gyakorolta. [4]
- A Hivatal szervezetére, hatáskörére, valamint működésére vonatkozó rendelkezéseket a minisztertanács rendelettel állapította meg. [5]
- A Hivatal szervezésével és működésével kapcsolatos személyi és dologi kiadások fedezéséről az állami költségvetésben külön címben gondoskodtak. [6]

## A Hivatalra vonatkozó jogszabályok
- 1951. évi I. törvény az Állami Egyházügyi Hivatal felállításáról
- 1956. évi 33. tvr. egyes minisztériumok összevonásáról és megszüntetéséről
- 1959. évi 25. tvr. az Állami Egyházügyi Hivatal felállításáról
- 33/1959. (VI. 2.) Korm. rendelet az Állami Egyházügyi Hivatal felállításáról szóló 1959. évi 25. tvr. végrehajtására
- 41/1986. (X. 11.) MT rendelet az Állami Egyházügyi Hivatal felállításáról szóló 1959. évi 25. törvényerejű rendelet végrehajtására kiadott 33/1959. (VI. 2.) Korm. rendelet módosításáról
- 1989. évi 14. tvr. az egyes egyházi állások betöltéséhez szükséges állami hozzájárulásról és az Állami Egyházügyi Hivatal megszüntetéséről
- 103/1993. (VII. 12.) Korm. rendelet a helyi önkormányzati irattárakban, illetve levéltárakban őrzött, a jogutód nélkül megszüntetett Állami Egyházügyi Hivatal tevékenységéhez kapcsolódó iratok további kezeléséről

## Elnökei
- Kossa István 1951-től 1952-ig az ÁEH elnöke
- Horváth János (1921–1988) vasesztergályos. 1952-től 1956. október 26-ig az ÁEH elnöke
- Olt Károly (1904–1985) tisztviselő. 1959-1961 az ÁEH elnöke
- Prantner József (1911–1975) kőműves. 1961-1971 az ÁEH elnöke. 1968-1971 államtitkár
- Miklós Imre (1927–2003) pártfunkcionárius. 1971-1989 államtitkár és az ÁEH elnöke